# Hypena albicomma
Hypena albicomma är en fjärilsart som beskrevs av George Thomas Bethune-Baker 1908. Hypena albicomma ingår i släktet Hypena och familjen nattflyn. Inga underarter finns listade i Catalogue of Life.